# Объединённый экспортно-импортный банк
«ОНЭ́КСИМ-ба́нк» (Объединённый экспортно-импортный банк) — российский акционерный коммерческий банк. Основан в 1993 году в Москве. В 2000 году присоединён к «Росбанку».
Акционеры «Росбанка» и «ОНЭКСИМ-банка» на общем собрании 14 сентября 2000 года одобрили реорганизацию АКБ «Росбанк» в форме присоединения к нему «ОНЭКСИМ-банка». В состав Совета директоров реорганизуемого «Росбанка», который утвердили акционеры, вошёл председатель правления «ОНЭКСИМ-банка» Михаил Прохоров.
«ОНЭКСИМ-банк» закрыл сделку по реструктуризации задолженности перед кредиторами 3 июля 2000 года, выплатив им 105 млн долларов. Нелишне отметить, что Михаил Прохоров, создавая в мае 2007 года инвестфонд «Группа ОНЭКСИМ», подчеркнул, что назвал свой фонд в честь одноименного банка, с которого он и его партнер Владимир Потанин начинали в начале 90-х годов свой бизнес. По его словам, в названии «Группа ОНЭКСИМ» есть скрытый смысл: «несмотря на то, что „ОНЭКСИМ“ пытались признать банкротом, он выполнил все обязательства перед кредиторами».

## История
Первые годы существования «ОНЭКСИМ-банка» не отличались публичностью и ознаменовались напряжённой работой по наращиванию капитала и расширению клиентской базы среди крупнейших российских предприятий. Но уже летом 1995 года эта кредитная организация заявила о себе как о серьёзном игроке на отечественном финансово-экономическом поле. В ходе залоговых аукционов 1995 года «ОНЭКСИМ-банк» и его партнер банк МФК приобрели государственные пакеты акций нефтяной компании «Сиданко», РАО «Норникель», ОАО «Новороссийское морское пароходство», Новолипецкий металлургический комбинат, а также ОАО «Северо-Западное пароходство».
Проведённый Генеральной прокуратурой компьютерный анализ заключённых сделок показал, что банк участвовал в спекуляциях на рынке ГКО (что стало одной из причин дефолта 1998 года).
К августовскому кризису 1998 года «ОНЭКСИМ-банк» занимал 346-е место в рейтинге крупнейших мировых кредитных организаций, а также пятую позицию среди банков Центральной и Восточной Европы. По данным британского журнала The Banker, «ОНЭКСИМ-банк» занимал 12-е место в мире по показателю достаточности капитала, а авторитетный журнал Euromoney трижды называл его в числе лучших российских банков (в 1995, 1996, 1998 годах).
Но решение правительства РФ «заморозить» выплаты по внутреннему госдолгу и последовавшая за этим стремительная девальвация национальной валюты серьёзно подорвали финансовое здоровье «ОНЭКСИМ-банка». Совокупная задолженность банка перед кризисом составляла около 1,7 млрд долларов, на момент отзыва лицензии (28 июня 1999 года) реальный дефицит капитала достигал 1 млрд.
Однако кропотливая работа акционеров и менеджмента «ОНЭКСИМ-банка» с иностранными кредиторами привела к тому, что 16 февраля 2000 года двумя группами кредиторов был подписан рамочный договор о реструктуризации его задолженности, к которому позже присоединились практически все кредиторы банка. 3 июля 2000 года Московский арбитражный суд прекратил банкротство «ОНЭКСИМ-банка», а в декабре того же года реструктуризация банка завершилась его слиянием с «Росбанком».
Полное отсутствие внешних источников финансирования процесса урегулирования задолженности (кроме помощи акционеров) привело к тому, что была разработана и реализована сложная схема обмена требований и активов, которая, хотя и не была способна удовлетворить все требования кредиторов, позволила достичь максимального финансового результата в заданных политических и экономических условиях.
В 2000 году в связи с решением акционеров лицензия банка была аннулирована, а банк присоединён к АКБ «Росбанк».